# Dave Scott
Dave Scott (4 januari 1954) is een succesvol Amerikaans triatleet. Hij wordt ook wel The Man genoemd. Hij won de Ironman Hawaï zesmaal; in 1980, 1982, 1983, 1984, 1986 en 1987, en was driemaal tweede. Alleen zijn rivaal Mark Allen wist dit aantal te evenaren.
In 1994 wist hij bijna dit record aan overwinningen op zeven te zetten, maar moest genoegen nemen met de tweede plek. 1996 werd hij vijfde. In 2001 is hij in een winderige wedstrijd (ondanks een snelle zwemtijd van 52 minuten en 16 seconden) tijdens het fietsen uitgestapt, na ingehaald te zijn door collega-atleet Steve Larsen.
Scott is gescheiden, vader van drie kinderen en woont in Boulder (Colorado). Hij werkt ook als triatlon coach, fitness consultant, motivator, commentator en bedrijfsconsultant. Hij is nog steeds actief in triatlons. Scott is vegetariër.

## Titels
- Wereldkampioen triatlon op de Ironman-afstand - 1980, 1982 (okt), 1983, 1984, 1986, 1987

## Palmares

### triatlon
- 1980:  Ironman Hawaï - 9:24.33
- 1982:  Ironman Hawaï (feb) - 9:36.57
- 1982:  Ironman Hawaï (okt) - 9:08.23
- 1983:  Ironman Hawaï - 9:05.57
- 1984:  Ironman Hawaï - 8:54.20
- 1985:  Ironman Japan - 8:39.56[1]
- 1986:  Ironman Hawaï - 8:28.37
- 1987:  Ironman Hawaï - 8:34.13
- 1989:  Ironman Hawaï - 8:10.13
- 1989:  Ironman Japan - 8:01.32[1]
- 1994: 10e WK lange afstand in Nice - 6:15.37
- 1994:  Ironman Hawaï - 8:24.32
- 1996: 5e Ironman Hawaï - 8:28.31
- 2000: 7e Buffalo Springs Lake Ironman 70.3 - 4:25.56
- 2001: DNF Ironman Hawaï